# ジェフ・ナサンソン
ジェフ・ナサンソン（Jeff Nathanson）は、アメリカ合衆国の脚本家、映画プロデューサー、映画監督である。

## 経歴
1965年10月12日、カリフォルニア州ロサンゼルス郡に生まれる。
ブレット・ラトナー監督の『ラッシュアワー2』、『ラッシュアワー3』、スティーヴン・スピルバーグ監督の『キャッチ・ミー・イフ・ユー・キャン』、『ターミナル』などの脚本を書いており、特に『キャッチ・ミー・イフ・ユー・キャン』では、英国アカデミー賞脚色賞にノミネートされた。また、『インディ・ジョーンズ/クリスタル・スカルの王国』ではジョージ・ルーカスと共に原案を書いた。
2007年、ミリ・ヴァニリの伝記映画の監督・脚本を務めると報じられたが、2012年2月時点で実現に至っていない。

## フィルモグラフィ
- For Better or Worse (1995) 脚本・製作総指揮
- スピード2 Speed 2: Cruise Control (1997) 脚本
- ラッシュアワー2 Rush Hour 2 (2001) 脚本
- キャッチ・ミー・イフ・ユー・キャン Catch Me If You Can (2002) 脚本
- ターミナル The Terminal (2004) 脚本
- ラスト・ショット The Last Shot (2004) 監督・脚本
- ラッシュアワー3 Rush Hour 3 (2007) 脚本
- インディ・ジョーンズ/クリスタル・スカルの王国 Indiana Jones and the Kingdom of the Crystal Skull (2008) 原案
- ニューヨーク、アイラブユー New York, I Love You (2009) 脚本（ブレット・ラトナー監督の章のみ）
- ペントハウス Tower Heist (2011) 脚本
- メン・イン・ブラック3 Men in Black III (2012) 脚本
- パイレーツ・オブ・カリビアン/最後の海賊 Pirates of the Caribbean: Dead Men Tell No Tales (2017) 脚本
- ライオン・キング:ムファサ Mufasa: The Lion King (2024) 脚本